# Yaylaköy, Kınık
Yaylaköy là một xã thuộc huyện Kınık, tỉnh İzmir, Thổ Nhĩ Kỳ. Dân số thời điểm năm 2010 là 305 người.